# 헝가리의 여자 가수 목록

## 가
- 게르스테르 에텔커
- 괴르베 노러

## 나
- 네메트 머리어

## 다
- 더니츠 도러
- 데르 헤니

## 라
- 라슐로 머그더
- 라츠 벌리
- 러츠 기기
- 레티 에스테르
- 로스트 언드레어
- 로저 베러
- 루저 머그더

## 마
- 미클로서 에리커

## 바
- 바르소니 로시
- 버러바스 사리
- 버예르 프리데리커
- 벌러토니 에버
- 보기

## 사
- 서스 실비어
- 슈미트 베러
- 스터데르 머리어

## 아
- 올라 이볼여
- 월프 커티
- 응우옌타인히엔

## 자
- 제더
- 주지 머리

## 차
- 체르하티 주저
- 체지
- 칠러그 로저
- 촌도르 커터

## 카
- 커라디 커터린
- 코바츠 에르지
- 코바츠 커티
- 콘츠 주저
- 콤로시 일디코

## 타
- 터스나디 페케테 마리어

## 파
- 팔머이 일커
- 파트커이 로지너
- 펄여 베어
- 페트라스 사리

## 하
- 하지 에르제베트
- 허렁고조 테리
- 혼티 허너